# Försterblick

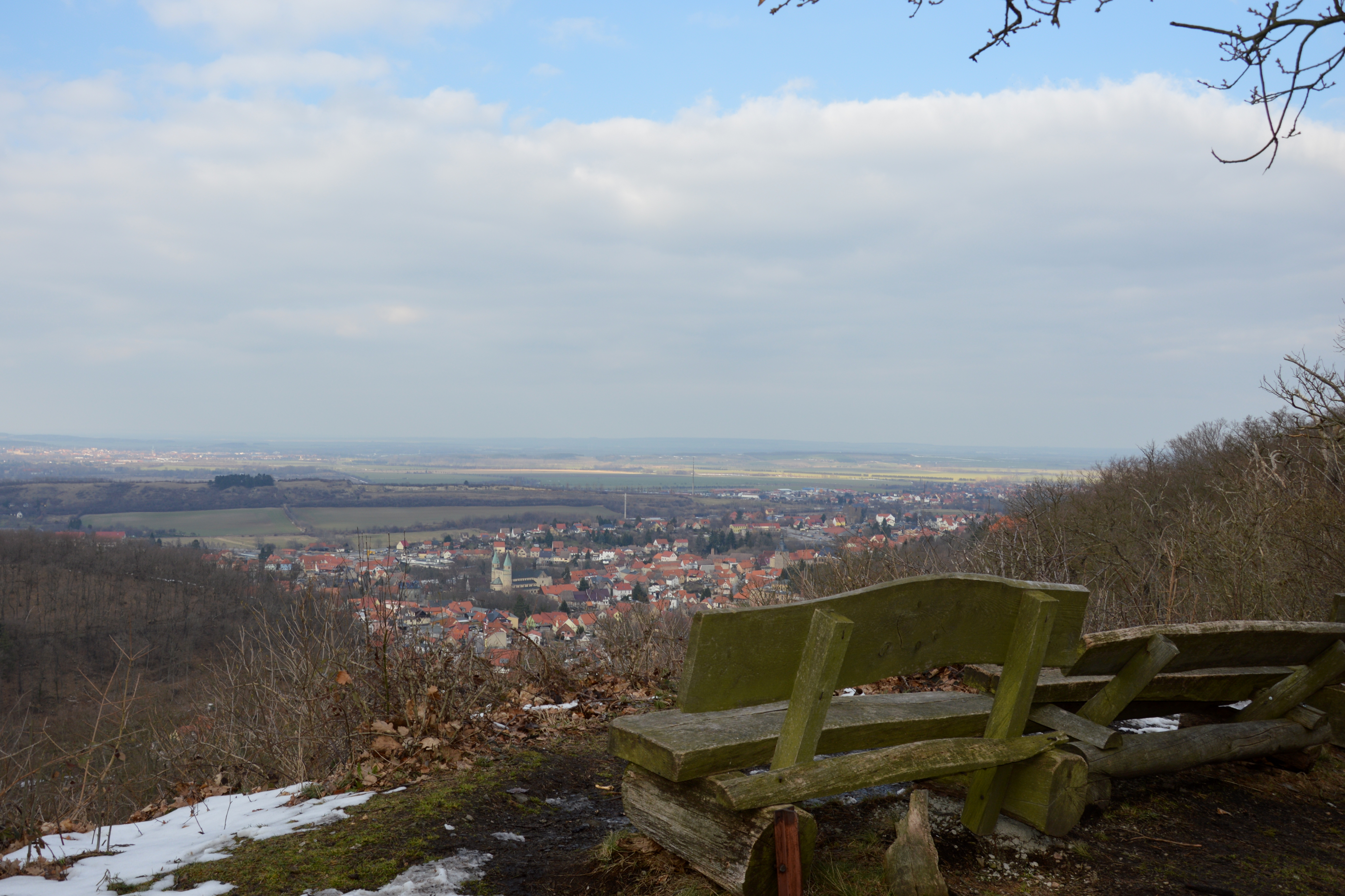
Försterblick, Blick auf Gernrode

Der Försterblick bei Gernrode in Sachsen-Anhalt ist ein Aussichtspunkt im Mittelgebirge Harz.
Er befindet sich südlich oberhalb von Gernrode am Herrenberg am Nordrand des Harz auf einer Höhe 300 m ü. NHN. Etwas östlich des Aussichtspunktes verläuft der Selketalstieg, von dem aus ein Stichweg zum Försterblick führt. Vom Aussichtspunkt besteht eine weite Sicht über das nördliche Harzvorland und insbesondere auf die Stadt Gernrode.
Der Försterblick ist als Nummer 183 in das System der Stempelstellen der Harzer Wandernadel einbezogen.